# Porsche Tennis Grand Prix 2019
Il Porsche Tennis Grand Prix 2019 è stato un torneo femminile di tennis giocato sulla terra rossa indoor. È stata la 42ª edizione del torneo che fa parte della categoria Premier nell'ambito del WTA Tour 2019. Si è giocato nella Porsche Arena di Stoccarda, in Germania, dal 22 al 28 aprile 2019.

## Partecipanti

### Teste di serie
| Nazionalità | Giocatrice           | Ranking* | Testa di serie |
| ----------- | -------------------- | -------- | -------------- |
| Giappone    | Naomi Ōsaka          | 1        | 1              |
| Romania     | Simona Halep         | 2        | 2              |
| Rep. Ceca   | Petra Kvitová        | 3        | 3              |
| Rep. Ceca   | Karolína Plíšková    | 4        | 4              |
| Germania    | Angelique Kerber     | 5        | 5              |
| Paesi Bassi | Kiki Bertens         | 7        | 6              |
| Lettonia    | Anastasija Sevastova | 13       | 7              |
| Estonia     | Anett Kontaveit      | 15       | 8              |

* Ranking al 15 aprile 2019.

### Altre partecipanti
Le seguenti giocatrici hanno ricevuto una Wild card:
- Dominika Cibulková
- Andrea Petković
- Laura Siegemund

Le seguenti giocatrici sono passate dalle qualificazioni:

- Anna-Lena Friedsam
- Mandy Minella
- Greet Minnen
- Sara Sorribes Tormo

Le seguenti giocatrici sono entrate in tabellone come lucky loser:
- Giulia Gatto-Monticone
- Julia Görges
- Vera Zvonarëva

### Ritiri
Prima del torneo
- Danielle Collins → sostituita da  Hsieh Su-wei
- Simona Halep → sostituita da  Giulia Gatto-Monticone
- Garbiñe Muguruza → sostituita da  Vera Zvonarëva
- Sloane Stephens → sostituita da  Anastasija Pavljučenkova
- Elina Svitolina → sostituita da  Lesja Curenko

Durante il torneo
- Viktoryja Azaranka
- Julia Görges
- Naomi Ōsaka

## Punti e montepremi
| Torneo              | Torneo              | V       | F      | SF     | QF     | 2T    | 1T    | Q  | Q3    | Q2    | Q1  |
| Singolare femminile | Punti               | 470     | 305    | 185    | 100    | 55    | 1     | 25 | 18    | 13    | 1   |
| Singolare femminile | Premi in denaro (€) | 107,036 | 57,157 | 30,536 | 16,411 | 8,798 | 5,585 | –  | 2,508 | 1,333 | 742 |
| Doppio femminile    | Punti               | 470     | 305    | 185    | 100    | -     | 1     | –  | –     | –     | –   |
| Doppio femminile    | Premi in denaro (€) | 33,482  | 17,885 | 9,774  | 4,974  | -     | 2,702 | –  | –     | –     | –   |

## Campionesse

### Singolare
Petra Kvitová ha sconfitto in finale  Anett Kontaveit con il punteggio di 6-3, 7–6(2).
- È il ventisettesimo titolo in carriera per Kvitová, secondo della stagione.

### Doppio
Mona Barthel /  Anna-Lena Friedsam hanno sconfitto in finale  Anastasija Pavljučenkova /  Lucie Šafářová con il punteggio di 2-6, 6-3, [10-6].